# Giarratana
Giarratana (in siciliano: Giarratana) è un comune italiano di 3 060 abitanti del libero consorzio comunale di Ragusa, in Sicilia.

## Geografia fisica

### Territorio
Giarratana è, dopo Pozzallo, il comune meno esteso della provincia di Ragusa. Ha una posizione che guarda verso mezzogiorno, un clima mitigato dalla presenza di un anello di colline attorno. Posto sulle pendici del Monte Lauro, appartenente alla catena dei Monti Iblei, è attraversato da diversi corsi d'acqua, tutti confluenti nel fiume Irminio, che lambisce il centro abitato. Il paese dista poco più di venti di chilometri dalla città di Ragusa.

## Storia
Tracce preistoriche, probabilmente dei siculi, risalenti al II millennio a.C. sono state ritrovate in località Scalona e più recenti a Donna Scala. Sulla cima del Monte Casale, in posizione strategica dominante la valle dell'Irminio, si trovava la città greca di Casmene, avamposto militare di Siracusa . In tale città si venerava forse il dio Ares, poiché sono state trovate armi nel tempio cittadino. La polis aveva un impianto urbanistico composto da 38 strade parallele orientate nord-sud ed era munita di una cinta muraria lunga 3,4 km. Vicino Giarratana in Contrada Orto, durante il XIX secolo, è stata ritrovata una villa di epoca romana tardo-imperiale con mosaici pavimentali lungo la via "regia trazzera". Il paese, di cui non restano tracce, alcuni storici antichi lo ritenevano nominato da Cicerone.
Dal periodo normanno ci sono le prime tracce scritte su Giarratana. La cittadina fece parte della Contea di Ragusa con Goffredo figlio di Ruggero I; in questi anni iniziò la fortificazione del paese, con mura e un castello, anche se Giarratana solo agli inizi del XIII secolo fu inserito nell'elenco dei "castella di Sicilia". Durante il regno dell'Imperatore Enrico IV di Germania Giarratana divenne feudo, dal 1195 in poi, di Rinaldo D'Aquaviva, un parente dell'imperatore stesso. Il paese è stato retto da importanti famiglie nel basso Medioevo; i più importanti feudatari furono Gualtiero di Caltagirone, Nicola Lancia, Nicola Alagna e Sancio Heredia.
Il borgo prese parte ai Vespri Siciliani schierandosi contro gli Angioini che furono massacrati nel 1299 dagli Aragonesi dopo una battaglia, che diede il nome a una contrada: Porta dei Francesi. Nel 1308 il Vaticano citò il paese poiché la già antica chiesa di San Bartolomeo, patrono ab antiquo, contribuiva alla decima, una tassa medievale. Nel 1400, a seguito della partecipazione di Giarratana alla rivolta contro re Martino I, con Bernardo Cabrera, il feudo fece parte della Contea di Modica, il conte però dovendo pagare alcuni debiti vendette Giarratana a Niccolò Caseggia che poi la vendette di nuovo alla famiglia Settimo. Questa famiglia, di origine pisana, comprò la baronia di Giarratana nel 1454. Nel paese furono costruite nuove chiese, che si aggiunsero a quelle già esistenti, per un totale di ben 12 chiese.
Nel 1559 Carlo Settimo, per essersi distinto nella lotta contro i turchi, ottenne l'elevazione del feudo da baronia a marchesato. L'importanza di Giarratana crebbe notevolmente con la signoria dei Settimo, tanto che papa Alessandro VII nel 1600 vendette il corpo dei Santa Ilaria ai signori di Giarratana; il corpo della santa fu in verità acquistato a Roma suo munere (prima del 1667) dal sacerdote Antonio Distefano ed è oggi custodito nella secolare chiesa di San Bartolomeo. Nel 1686 fu castellano di Giarratana don Giuseppe Distefano, nobile dei b.ni di Cutolia.
Il nome precedente al terremoto del 1693 era Cerretanum Jarratanae. L'antico centro abitato poi chiamato Terravecchia era più a nord, in prossimità del Monte Lauro. In seguito al terremoto del 1693, che rase al suolo l'intero val di Noto e che causò 541 vittime, la nuova Giarratana venne ricostruita più a sud, sulle falde di una ridente collina chiamata Puoju re disi. Il 26 agosto 1693 nacque ufficialmente la nuova Giarratana. Con un atto notarile Donna Pasqua vendette ai giurati di Giarratana la collina dove sorgerà l'attuale cittadina. Prime fra tutte si iniziarono ad edificare le chiese, nella stessa posizione che avevano nell'abitato pre-terremoto. A nord la basilica di Sant'Antonio abate, a sud la chiesa di San Bartolomeo e, in posizione centrale, la chiesa madre dedicata a Maria SS Annunziata e san Giuseppe.
Nel 1703 il marchese Girolamo Settimo iniziò la costruzione di un palazzo signorile sulla sommità della collina; di tale struttura, chiamata dai giarratanesi "Castello", rimangono solo i ruderi. I marchesi risiedettero pochi anni nel palazzo, che già agli inizi dell'Ottocento era decaduto. Le altre famiglie benestanti di Giarratana divennero la nuova aristocrazia latifondista; si ricordano i Barone, i Dell'Agli, i Calafato e i Cannizzo.

### Simboli
Lo stemma e il gonfalone sono stati concessi con DPR del 9 gennaio 1971.

## Monumenti e luoghi d'interesse

### Architetture religiose
- Chiesa di San Bartolomeo
- Basilica di Sant'Antonio
- Chiesa madre, con al suo interno la pala dell'Annunziata del 1790, la pala delle Anime purganti, la statua di San Giuseppe e la lignea di San Bartolomeo proveniente dalla Giarratana antica.
- Chiesetta Santa Maria delle Grazie, costruita nel 1873, non appartiene in modo specifico al linguaggio espressivo dell'architettura religiosa siciliana, piuttosto può riferirsi ad una architettura neoclassica[11].

### Altri monumenti
- I ruderi del Castello dei Settimo del 1703.
- Casmene, una colonia siracusana abbandonata fondata nel 644 a.e.v., situata su una strada in direzione di Palazzolo Acreide che devia verso il monte Lauro.
- Museo a cielo aperto, zona archeologica "ù Cuozzu": comprende il quartiere più antico del paese.
- Villa romana[11], monumentale complesso architettonico presso la contrada "orto mosaico", di età imperiale risalente al III sec. e.v., con prestigiosi mosaici.
- Parco forestale Calaforno, condiviso con Monterosso Almo, dove si trova un ipogeo preistorico: un susseguirsi di ben 35 piccole camere che in epoca remota sono servite da necropoli e riadattate poi ad abitazioni. La struttura sotterranea è considerata tra le più importanti della Sicilia preistorica, pertanto di interesse storico e antropogico.
- Palazzo Barone.
- Sito archeologico di Terravecchia[9][10][11]: i resti dell'insediamento precedente, l'antico borgo medievale di Giarratana, distrutto dal terremoto del 1693.
- "Ù rugghiu", antica fontana.
- Villa romana in contrada Margi, risalente al III sec. e.v.[11]
- Chiesetta bizantina.
- Catacomba cristiana.
- "Castello" in contrada Monterotondo: ruderi di una grande villa con annessa chiesetta, anche questa ormai distrutta.
- Altri ipogei, nelle contrade Matricedda e Monterotondo[11].

## Società

### Evoluzione demografica
Abitanti censiti

### Lingue e dialetti

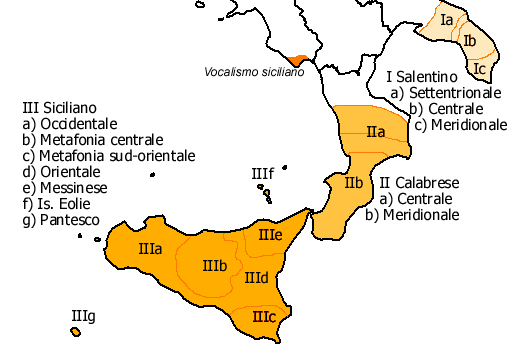
Distribuzione del gruppo siciliano

Oltre alla lingua ufficiale italiana, a Giarratana si parla la lingua siciliana nella sua variante metafonetica sud-orientale. La ricchezza di influenze del siciliano, appartenente alla famiglia delle lingue romanze e classificato nel gruppo meridionale estremo, deriva dalla posizione geografica dell'isola, la cui centralità nel mar Mediterraneo ne ha fatto terra di conquista di numerosi popoli gravitanti nell'area mediterranea.

## Cultura
Dal 2022 la città fa parte del progetto del Primo parco mondiale dello stile di vita mediterraneo insieme ad altre 103 città del centro Sicilia.

### Istruzione

#### Scuole
Il territorio comunale accoglie tre dei sei plessi facenti parte dell'Istituto comprensivo "Luigi Capuana":
- La scuola statale dell'infanzia "Arcobaleno", con sede in via Canonico Marziano s.n.c.
- La scuola statale primaria "Giarratana Centrale", piazza Martiri d'Ungheria n. 4
- La scuola statale secondaria di primo grado "Luigi Capuana", ubicata in via Del Mercato s.n.c.

Le altre tre sedi si trovano sul territorio del comune di Monterosso Almo.

#### Musei
- Museo etnoantropologico.
- Museo ibleo dell'emigrazione.

### Eventi

#### Sant'Antonio Abate

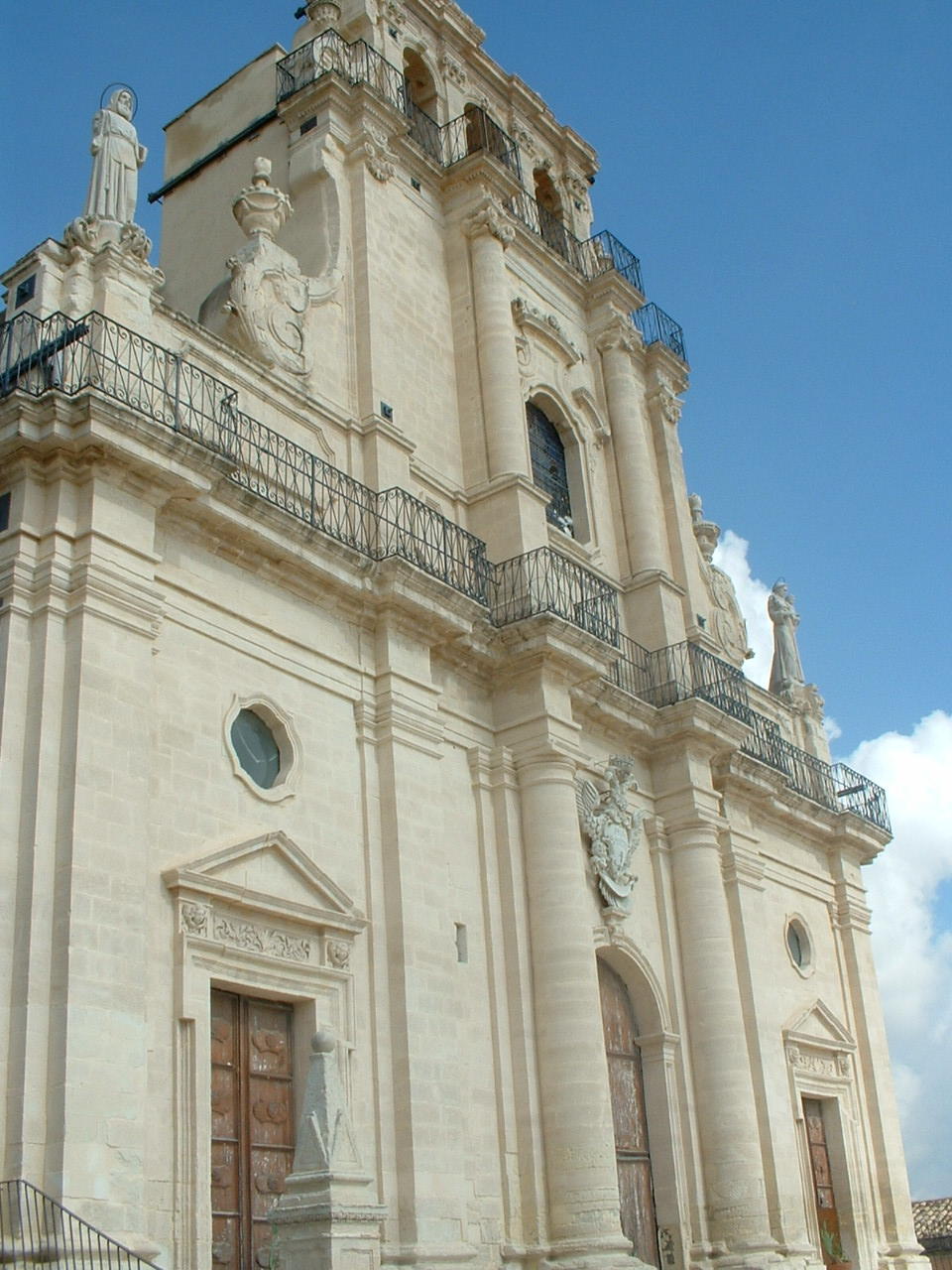
La Chiesa di S. Antonio

Grande è la partecipazione alla liturgia del 17 gennaio che dà il via alle festività annuali del paese. La festa di Sant'Antonio Abate trae la sua origine nella povera economia agricola, al grande santo ricorrevano infatti umili contadini e pastori. Ciò è legato al fatto che la Chiesa ha riservato all'abate il protettorato sugli animali. A tal proposito, Giarratana conserva l'originalità della tradizionale "benedizione degli animali", ossia un momento della festa, durante il vespro e dopo la prima processione che sosta in chiesa madre, in cui vengono portati gli animali al cospetto della secolare e artistica statua.
La mattina il fragore dei colpi a cannone, lo scampanio solenne delle campane della chiesa e le marce intonate dal corpo bandistico "Vincenzo Bellini" di Giarratana lungo le vie cittadine aprono i festeggiamenti. Il corso Umberto, via che conduce fino alla basilica del santo, diventa un brulicare di fedeli che vanno ad assistere alla solenne celebrazione eucaristica delle ore 11. Alle 12 il simulacro del santo, caricato sulle spalle dei devoti, attraversa la navata centrale e al grido "viva Sant'Antoni" fa la sua uscita dalla basilica. I rintocchi dell'antica campanella d'argento e le note della banda musicale, accompagnano i fuochi pirotecnici, il suono delle campane e la pioggia di nzajareḍḍi creando un'atmosfera suggestiva. La processione vede il simulacro portato tra le stradine del centro storico, quartiere alto del paese detto ù cuozzu dove è anche collocata la basilica del santo. Al vespro, come già detto, vi è la tradizionale benedizione degli animali davanti al sagrato della chiesa, la quale fa rivivere il senso più naturale e antico della festa, ossia l'invocazione di protezione che un tempo i contadini chiedevano e ricevevano per i propri animali, ricordo ancora vivo della Sicilia rurale. Segue la tradizionale cena con tipici dolci offerti al Santo e venduti all'asta. La sera, verso le 20:00, Sant'Antonio abate ritorna tra le vie di Giarratana, attraversando la parte nuova dell'abitato per ritornare nella sua basilica.

#### San Giuseppe
Il 19 marzo e il 19 settembre ricorre la festa in onore del santo patriarca san Giuseppe, protettore che unisce tutti i cittadini in una festa molto antica, di umili origini, ricca di devozione e spiritualità.
Il fulcro dei festeggiamenti si ha solitamente in chiesa madre, qui si svolgono le celebrazioni liturgiche e si effettua l'uscita a spalla del fercolo del Santo intorno alle ore 12:00 al grido di "Autu/Viva ù Patriarca". Con la processione diurna, S. Giuseppe visita la Madonna della Neve nella chiesa di S. Antonio per poi recarsi nella chiesa di S. Bartolomeo. La processione continua per i suggestivi vicoli stretti e ripidi della parte alta del paese per far nuovamente ritorno nella chiesa madre. Il pomeriggio si svolge la tradizionale cena dove i tipici dolci e piatti vengono offerti al patriarca e venduti all'asta. La sera il santo riesce dalla chiesa per la processione serale ma non più portato a spalla ma trainato da un carro motorizzato e accompagnato dalla banda così come la mattina. Al termine della processione, il rientro in chiesa madre viene accompagnato da colpi di cannone e dalle note finali della banda.

#### Maria SS. della Neve
Il 5 agosto di ogni anno, a Giarratana si svolgono i festeggiamenti in onore di Maria SS. della Neve patrona di Giarratana, durante i quali il simulacro della Madonna, custodito nella chiesa di S. Antonio Abate, viene portato in processione lungo le vie cittadine.
Alla festa della Madonna della Neve vi è grande partecipazione di fedeli e numerosi sono i devoti impegnati nel portare, a spalla, per le vie del paese il simulacro della Madonna sul suo artistico fercolo.
Già il giorno precedente l'intera cittadinanza si prepara al 5 con una serata di eventi, musica e spettacoli, aperta come consuetudine dal giro di gala del corpo bandistico "Vincenzo Bellini" di Giarratana lungo le vie cittadine e la successiva esecuzione di marce sinfoniche.
Il 5 agosto inizia con il giro di gala dei corpi bandistici lungo le vie cittadine ed esecuzione di marce sinfoniche; alle 12:00 le campane della chiesa suonano, invitando il popolo a festeggiare l'uscita dell'immagine della Madonna (una statua lignea della Vergine su un trono con il braccio il Bambino), preceduta dall'antico stendardo dell'arciconfraternita dedicato a sant'Antonio abate. Il feretro lascia la chiesa accompagnata dallo sparo di numerosi nastri multicolori (nzajareḍḍi), dalle marce intonate dalla banda musicale e dalle voci festanti dei fedeli accorsi. Da alcuni anni, poco prima che il feretro lasci la chiesa, il gruppo di tamburi medievali di Giarratana fa eco alle campane avvertendo i fedeli dell'imminente spettacolo di suoni e colori.
I portatori e molti dei fedeli vestono i colori della santa, ossia il celeste e l'oro, e veste abiti o porta al collo fazzoletti recanti i simboli della chiesa e della patrona. Alcuni devoti espongono sui balconi stendardi recanti colori e simboli della Madonna della Neve e non è infrequente che i cittadini effettuino donazioni in favore della chiesa durante la processione.
I devoti portano in spalla la vara con la statua della santa e partono in corsa affrontando con determinazione la salita che parte dalla piazza antistante la chiesa, sostando solo una volta in cima, avvolti dall'applauso generale degli astanti. Inizia così la processione, che si dirige quasi subito, dopo esser passata davanti alla chiesa madre, verso la chiesa di San Bartolomeo Apostolo. Il clero e le più alte cariche cittadine precedono il feretro, insieme ad un fedele con in mano una campana che segnala agli abitanti che la processione si trova in zona; seguono la banda e subito dietro una folla di fedeli. La processione vede una serie di preghiere e canti sacri intervallati dalle marce intonate dal corpo bandistico. Successivamente la processione continua per le vie del paese attraversando vicoli e strade e risale infine verso la chiesa madre, dove il fercolo e la statua della Madonna vengono ospitati sino alla sera. Nel pomeriggio si svolge la tradizionale cena, ossia un'asta dove i tipici dolci e piatti vengono offerti alla Vergine e venduti all'asta. In serata, una seconda processione, motorizzata, conclude i festeggiamenti, chiusi intorno alla mezzanotte da uno spettacolo pirotecnico.

#### La sagra della cipolla
La coltivazione di una particolare varietà di cipolla bianca e dolce è una tradizione che, da molti anni a questa parte, si perpetua con l'organizzazione, ogni 14 agosto, di una sagra in grado di mettere in vetrina le peculiarità di questo ortaggio che, proprio nel centro montano dell'area degli Iblei, trova la sua magnificenza.
I preparativi per la festa cominciano giorni prima con la preparazione di piatti tipici a base di cipolla, dai più classici come le scacce (tipico piatto della zona noto sin dal XVII secolo) fino ai più moderni e sfiziosi.
Pochi giorni prima della sagra vengono allestiti degli stand nei quali la cipolla verrà poi cucinata e servita in ogni modo: cotta, cruda, accompagnata da formaggio, vino e altre bontà. Oltre a questi vengono allestiti altri stand con i prodotti tipici del paese come, ad esempio, il torrone "Trapani", il miele di "Roccuzzo", l'origano di "Drago", l'olio, il paté e le olive di "Angelica", il formaggio-pecorino di "Lissandrello" e "Tuminello" e i biscotti del "Forno delle tradizioni".
La sagra è grado di richiamare ogni anno migliaia di persone, sino a far diventare Giarratana un punto di riferimento insostituibile dell'area iblea in occasione della vigilia di Ferragosto. A rendere ancora più suggestivo l'appuntamento viene spesso organizzato un concerto in piazza 13 ottobre 1902, nel cuore di Giarratana. A fine serata viene premiata la cipolla più grossa che rispetti determinati criteri prestabiliti e che in certi anni arriva a pesare anche 2 kg, se non oltre.
Tanti altri sono i momenti che caratterizzeranno la giornata del 14 agosto, a cominciare dalle visite guidate al museo a cielo aperto oltre all'esposizione di mostre di manufatti in terracotta presso l'aula consiliare. Di grande attrazione anche la rassegna sui prodotti tipici dell'artigianato ibleo, l'esposizione al palazzo Barone di manufatti e filati, nel quartiere Cuozzu, e nei bassi dell'altro palazzo Barone, in via XX Settembre. La cipolla per Giarratana risulta essere motore di sviluppo economico, e per questo la cittadinanza tutta non può esimersi dal dedicarle una sagra con tutti gli onori.

#### San Bartolomeo Apostolo

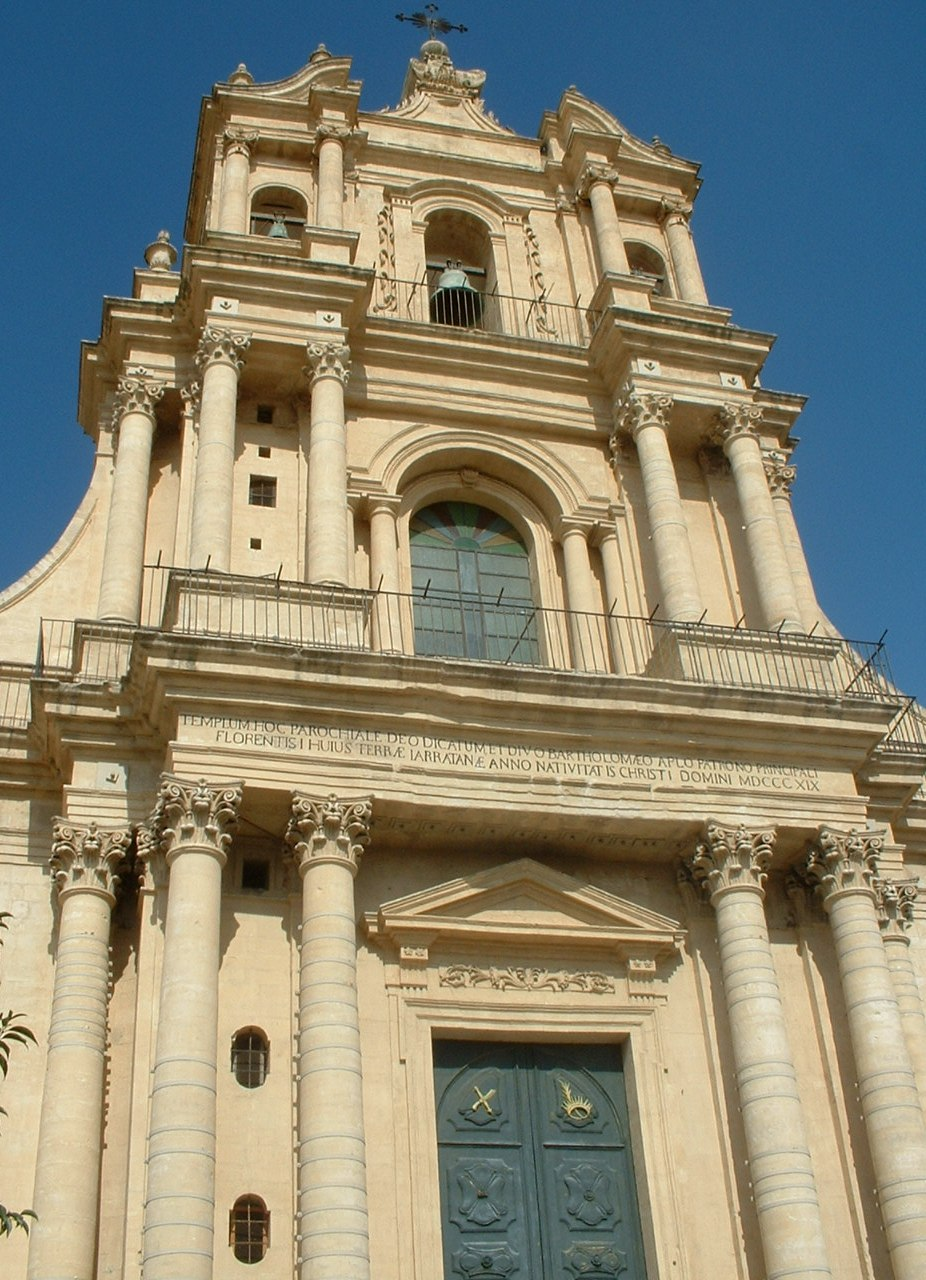
La chiesa di San Bartolomeo Apostolo

Le festività in onore di san Bartolomeo apostolo, patrono principale ab antiquo di Giarratana, hanno inizio il 16 agosto, quando il suono delle campane battute a mano e 24 colpi di cannone annunciano la discesa della vara, che lascia la cappella dell'altare maggiore della chiesa di San Bartolomeo per essere posta nella navata centrale. La festa ha ricorrenza secolare, tanto che è stata inserita nel registro delle eredità immateriali della regione Siciliana (R.E.I.S.).
I festeggiamenti proseguono per circa una settimana, durante la quale ricorrono alcuni eventi ormai tradizionali, quali:
- La secolare Fiera di San Bartolomeo (à fera rô patronu): anticamente svolta nelle mattinate e oggi vissuta tra la mezzanotte e il mezzodì del 21 agosto, è uno scampolo di quella grandiosa fiera che fino agli anni '50 del secolo scorso durava per più giorni. Migliaia di persone giungevano a Giarratana pronte ad incrementare l’economia essenzialmente agricola dell’area geografica degli Iblei, partecipando a quella che era, effettivamente, un grande convegno annuale di compratori e venditori di beni agricoli, bestiame e artigianato. Al mutare degli assetti economici e per via di una legislazione sempre più stringente in fatto di agricoltura e allevamenti cambiarono le abitudini della gente e la fiera si ridimensionò notevolmente. Ciò che rimane oggi di quella grande fiera è assai poco se confrontato al passato, ma basta per richiamare ancora folla di forestieri, per lo più come turisti che come compratori o venditori; la fiera, negli ultimi anni, si è conservata e per tradizione e perché è stata capace di rendersi più turistica, includendo spettacoli e altre attrazioni. Una petizione datata 1819 della Municipalità di Giarratana, dal clero e dal popolo, inviata al vescovo di Siracusa, alla Consulta Reale, rende chiara l’idea di ciò che doveva essere quella fiera per l’economia di questa zona di Sicilia. Il re di Napoli, Ferdinando di Borbone, elargì concessioni alla festa e diede ordine al vescovo di Siracusa, di elevarla a festa di doppio precetto secondo il calendario liturgico di allora.
- La serata dedicata al "Giarratanese nel Mondo", il 22 agosto, durante la quale vengono premiati i cittadini che hanno recato onore al paese pur vivendo in luoghi anche assai distanti.

Così come avviene per i festeggiamenti della Vergine, già alla vigilia il paese si anima. In occasione della solennità di san Bartolomeo, inoltre, la Chiesa cattolica concede l’indulgenza plenaria applicabile per sé o per le anime dei defunti, alle solite condizioni, al fedele che, dal tramonto del 23 alla mezzanotte del 24, visita la chiesa di San Bartolomeo.
Dopo il consueto risveglio al suono della banda che marcia lungo le vie della strada, la tradizionale Sciuta ("uscita", in siciliano) avviene in maniera non dissimile da quella della Madonna della Neve, se non per la differente posizione e architettura delle chiese. Se quella della Vergine è, infatti, nota per la corsa in salita del feretro, la spettacolarità di quella di San Bartolomeo la si deve alla ripida scalinata di diciannove gradini che i portatori devono affrontare per arrivare sul piano stradale dove i cittadini accolgono il patrono al grido di "Autu ù patronu". La processione inizia dunque il suo lento cammino, accompagnato da preghiere e marce intonate dalla banda e scandito dal suono della campana d'argento, che avverte (quando la banda tace) la cittadinanza del passaggio del simulacro, tra le vie del quartiere antico, ù cuozzu. Seguono la cena e la processione serale, che riprende il cammino interrotto la mattina, fino a sera inoltrata quando il feretro viene riportato in chiesa dove verrà riposto nella sua cappella in attesa dei festeggiamenti dell’anno successivo. Anche in questo caso la festa si chiude con lo spettacolo pirotecnico.
I colori del santo patrono sono il rosso e l'oro e vengono vestiti ed esposti, così come nel caso della festa della patrona, il 24 agosto.
Il locale simulacro mostra il santo su un trono lavorato tra volute di foglie d’acanto e putti, con la mano destra benedicente, mentre con la sinistra tiene il coltello, simbolo del martirio subito.

#### Il presepe vivente
Durante le festività natalizie è ormai uso a Giarratana l'allestimento del presepe vivente. Si tratta di una serie di "quadri viventi", a cui partecipano i cittadini di tutte le età, ossia di scene che riproducono i lavori e la vita quotidiana che caratterizzavano il borgo tra la fine del 1800 e i primi anni del '900.
I visitatori si inoltrano a piccoli gruppi lungo un percorso prestabilito, nel quale i quadri viventi hanno un'appropriata cornice, tra le strade del quartiere antico (ù cuozzu). All'interno delle abitazioni d'epoca, gli uomini, le donne e i bambini indossano abiti e costumi tipici degli artigiani e dei contadini dei primi del '900 e lavorano con gli strumenti e gli arnesi che caratterizzarono antichi mestieri ormai scomparsi. Della masseria è ricostruita la stanza in cui si cucina il pane, il formaggio, e la ricotta cucinata con un attrezzo chiamato à caurara, ossia "la caldara". Nella casa del contadino sono riposti gli aratri, ù mazziaturi per i cereali e il carretto (ù carrettu) per trasportare i prodotti della terra. L'ambiente familiare è il regno della massaia che utilizza gli attrezzi caratteristici come ù scanaturi, à maidda e à sbriula mentre la biancheria lavata viene stesa ad asciugare sul circu râ conca.
La grotta della Natività è ambientata alla sommità dell'abitato antico di Giarratana, fra i ruderi del castello dei Marchesi Settimo, noto in paese come Ù Castieḍḍu, uno dei simboli della cittadina montana.
Il tutto si svolge all'interno del "museo a cielo aperto", situato nella parte più antica della città, uno spazio dedicato alla civiltà contadina e artigiana suddiviso in 15 ambienti, alcuni dei quali oggetto di recenti ristrutturazioni.

## Economia
Quasi totalmente agricola, con produzione di frumento, olio, legumi, mandorle. Si mette in evidenza la produzione di cipolle bianche a cui è dedicata una festa.
Tipico il torrone bianco, ottenuto con mandorle e miele locale; oggi il torrone si produce anche nelle varietà ricoperte di cioccolata bianca e scura.

## Amministrazione
Di seguito è presentata una tabella relativa alle amministrazioni che si sono succedute in questo comune.
| Periodo          | Periodo          | Primo cittadino   | Partito                                                        | Carica  | Note   |
| ---------------- | ---------------- | ----------------- | -------------------------------------------------------------- | ------- | ------ |
| 24 giugno 1989   | 22 novembre 1993 | Giuseppe Ferraro  | Partito Democratico della Sinistra, Partito Comunista Italiano | Sindaco | [ 19 ] |
| 7 dicembre 1993  | 1º dicembre 1997 | Michele Rivela    | -                                                              | Sindaco | [ 19 ] |
| 1º dicembre 1997 | 28 maggio 2002   | Rosario Burgio    | lista civica                                                   | Sindaco | [ 19 ] |
| 28 maggio 2002   | 15 maggio 2007   | Rosario Burgio    | all.pop.                                                       | Sindaco | [ 19 ] |
| 15 maggio 2007   | 9 maggio 2012    | Giuseppe Lia      | lista civica                                                   | Sindaco | [ 19 ] |
| 9 maggio 2012    | 12 giugno 2017   | Bartolo Giaquinta | lista civica di centro-sinistra                                | Sindaco | [ 19 ] |
| 12 giugno 2017   | 13 giugno 2022   | Bartolo Giaquinta | lista civica di centro-sinistra                                | Sindaco | [ 19 ] |
| 13 giugno 2022   | in carica        | Bartolo Giaquinta | lista civica di centro-sinistra                                | Sindaco | [ 19 ] |